# Corpus Hermeticum

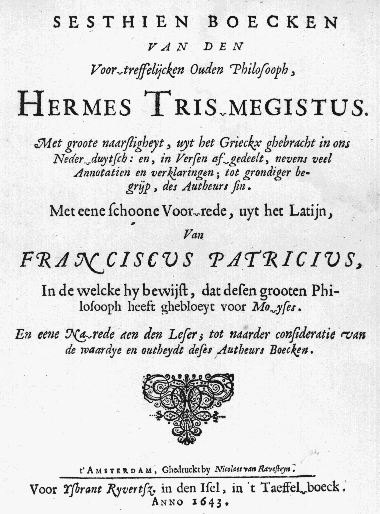
Edició holandesa delCorpus Hermeticum, impresa l'any 1643.

El Corpus Hermeticum és un conjunt de 24 textos sagrats escrits en llengua grega que contenen els principals axiomes i creences de les tendències hermètiques. En ells es tracta de temes com la naturalesa del diví, el sorgiment del Cosmos, la caiguda de l'Home del paradís, així com les nocions de Veritat, de Bé i de Bellesa.

## Contingut
Segons la tradició, el Corpus va ser redactat per Hermes Trismegist, originàriament una simple transfiguració del déu egipci Thot, però que posteriorment va ser tingut per un savi que en temps atàvics havia fundat l'alquímia i altres ciències hermètiques. Estudiosos jueus i renaixentistes, com Marsilio Ficino, el consideraven contemporani de Moisès.
Les obres d'Hermes Trismegist, que s'anomenaven amb el nom genèric d'Hermètica, van tenir una influència molt important en el desenvolupament del món espiritual del Renaixement, particularment en les obres d'autors com Pico della Mirandola i altres entusiastes de l'alquímia i el neoplatonisme.
El Corpus comença amb la revelació de Poimandres, el pastor d'homes (un dels epítets del Déu dels gnòstics i del neoplatonisme), a Hermes Trismegist durant el son.
Els textos afirmaven ser meres traduccions gregues d'originals egipcis, tot i que estudis filològics moderns, com els de Caubabon i Iots, apunten a una redacció grega original que va sorgir probablement entre els segles ii i iii de la nostra era. Van ser àmpliament llegits en els últims segles de l'antiguitat i algunes sectes religioses, com la dels harranites (que van prendre el nom de sabeus després de la conquesta islàmica), els van adaptar com llibres canònics. Encara que el seu ús va anar decaient amb la cristianització de l'Imperi Romà, encara al segle v, Sant Agustí d'Hipona argumentava contra els textos.
El Corpus Hermeticum va ser recuperat per Cosme el Vell el 1463, que va adquirir un manuscrit romà d'Orient que contenia els primers XIV llibres, els quals van ser traduïts aquell mateix any al llatí per l'humanista florentí Marsilio Ficino. El 1471, gràcies a la impremta es publicaria la primera versió impresa.

## Estructura
L'estructura del Corpus és la següent:
Corpus Hermeticum (Tractats I-XIV, XVI-XVIII)
- Tractat I. D'Hermes Trismegist: Poimandres
- Tractat IIA. D'Hermes a Tat: Discurs Universal (tractat perdut)
- Tractat IIB. (Títol perdut. Manca el començament del tractat i el títol; segons Estobeu era De Hermes: dels Discursos a Asclepi. Tema: el moviment. Denominacions de Déu)
- Tractat III. D'Hermes: Discurs Sagrat
- Tractat IV. D'Hermes a Tat: La cràtera o la Unitat
- Tractat V. D'Hermes a Tat, el seu fill: Que Déu és invisible i, alhora, molt evident
- Tractat VI. Que el bé només és en Déu i en cap altre
- Tractat VII. Que la ignorància de Déu és el més gran mal entre els homes
- Tractat VIII. Que cap ésser mor, sinó que equívocament s'anomena destrucció i mort al que no és sinó canvi
- Tractat IX. Al voltant del pensar i en sentir [Que només en Déu i en cap altre hi ha el Bello i el Bé]
- Tractat X. D'Hermes Trismegist: la clau
- Tractat XI. El pensament a Hermes
- Tractat XII. D'Hermes Trismegist a Tat: el pensament comú
- Tractat XIII. D'Hermes Trismegist al seu fill Tat: Discurs secret de la muntanya, al voltant de la regeneració i al vot de silenci
- Tractat XIV. D'Hermes Trismegist a Asclepi
- Tractat XVI. D'Asclepi al rei Amon: Definicions
- Tractat XVII. (L'incorpori)
- Tractat XVIII. Sobre com l'ànima és obstaculitzada per les afeccions del cos
- Annex del còdex VI Nag Hammadi. L'Ogdòada i l'Enéada